# Equació en integrodiferència
En matemàtiques, una equació en integrodiferència és una relació de recurrència en un espai funcional, de la forma següent:
{\displaystyle n_{t+1}(x)=\int _{\Omega }k(x,y)\,f(n_{t}(y))\,dy,}
on {\displaystyle \{n_{t}\}\,} és una seqüència a l'espai funcional i {\displaystyle \Omega \,} és el domini d'aquestes funcions. En la majoria d'aplicacions, per a qualsevol {\displaystyle y\in \Omega \,}, {\displaystyle k(x,y)\,}és una funció de densitat de probabilitat sobre {\displaystyle \Omega \,}. S'ha de tenir en compte que a la definició anterior, {\displaystyle n_{t}} es pot valorar el vector, en aquest cas cada element de {\displaystyle \{n_{t}\}} té associada una equació en integrodiferència valorada amb ell.
Les equacions en integrodiferència s'utilitzen àmpliament en biologia matemàtica, especialment en ecologia teòrica, per modelar la dispersió i el creixement de les poblacions. En aquest cas, {\displaystyle n_{t}(x)} és la mida o la densitat de població al lloc {\displaystyle x} en el temps {\displaystyle t}, {\displaystyle f(n_{t}(x))} descriu el creixement de la població local al lloc {\displaystyle x}, i {\displaystyle k(x,y)} és la probabilitat de moure's des del punt {\displaystyle y} cap al punt {\displaystyle x}, sovint anomenat nucli de dispersió. Les equacions en integrodiferència s'utilitzen més comunament per descriure poblacions univoltines, incloses, entre d'altres, molts artròpodes i espècies de plantes anuals. Tot i això, les poblacions multivoltines també es poden modelar amb equacions en integrodiferència, sempre que l'organisme tingui generacions que no es superposin. En aquest cas, {\displaystyle t} no es mesura en anys, sinó l'increment temporal entre les cries.

## Nuclis de convolució i velocitats d'invasió
En una dimensió espacial, el nucli de dispersió sovint depèn només de la distància entre la font i la destinació, i es pot escriure com {\displaystyle k(x-y)}. En aquest cas, algunes condicions naturals de {\displaystyle f} i {\displaystyle k} impliquen que hi ha una velocitat de difusió ben definida per a les ones d'invasió generades a partir de condicions inicials compactes. La velocitat d'ona es calcula sovint estudiant l'equació linealitzada
{\displaystyle n_{t+1}=\int _{-\infty }^{\infty }k(x-y)Rn_{t}(y)dy}
on {\displaystyle R=df/dn(n=0)}. Això es pot escriure com a convolució
{\displaystyle n_{t+1}=f'(0)k*n_{t}}
Utilitzant una transformació de la funció generadora de moments
{\displaystyle M(s)=\int _{-\infty }^{\infty }e^{sx}n(x)dx}
s'ha demostrat que la velocitat d'ona crítica
{\displaystyle c^{*}=\min _{w>0}\left[{\frac {1}{w}}\ln \left(R\int _{-\infty }^{\infty }k(s)e^{ws}ds\right)\right]}
Altres tipus d'equacions que s'utilitzen per modelar la dinàmica de la població a través de l'espai inclouen equacions de reacció-difusió i equacions de metapoblació. Tot i això, les equacions de difusió no permeten incloure patrons de dispersió explícits i només són biològicament precisos per a poblacions amb generacions superposades. Les equacions de metapoblació són diferents de les equacions en integrodiferència en el fet que descomponen la població en taques discretes en lloc d'un paisatge continu.